# A Força Verde
A Força Verde é o quarto álbum do cantor brasileiro Zé Ramalho, lançado em 1982.
A primeira faixa, que dá nome ao álbum, foi alvo de um caso de processo por plágio. A letra é uma tradução de um poema do escritor irlandês Willian Butler Yeats, mas Zé aparentemente a copiou de um gibi do Íncrível Hulk sem conhecer - nem citar - a origem. O caso rendeu um processo judicial, e o escritor foi posteriormente citado como autor da letra em álbuns subsequentes.
"Beira-Mar – Capítulo II" é a continuação de uma trilogia iniciada em "Beira-Mar" (do disco Zé Ramalho 2 (1979)) e concluída em "Beira-Mar – Capítulo Final" (do Eu Sou Todos Nós (1998)).

## Faixas
- Todas as músicas escritas por Zé Ramalho.

1. "Força Verde" - 5:31
2. "Eternas Ondas" - 5:01
3. "O Monte Olímpia" - 3:45
4. "Visões de Zé Limeira Sobre o Final do Século XX" - 3:36
5. "Banquete de Signos" - 6:06
6. "Pepitas de Fogo" - 5:14
7. "Beira-Mar - Capítulo II" - 5:44
8. "Os Segredos de Sumé" - 3:49
9. "Amálgama" - 4:09
10. "Cristais do Tempo" - 2:17

Faixas bônus da reedição de 2003
1. "Morceguinho (O Rei da Natureza)" - 2:17
2. "São Sebastião do Rodeio" - 3:40
3. "Frevo Mulher" - 3:38
4. "Rapaz do Táxi" - 3:37